# Joaquín María Ferrer Cafranga
Joaquín María de Ferrer y Cafranga (Pasaia, 8 de desembre de 1777 - Santa Águeda, 30 de setembre 1861) va ser un polític i militar espanyol.

## Biografia
Destinat com Capità al Perú, va passar quatre anys (1811-1815) en terres americanes fins al seu retorn a Espanya. Va estar actiu en política com a Diputat per Guipúscoa durant el Trienni Liberal, però en 1823 es va veure obligat a l'exili pel gir absolutista de Ferran VII. Va residir en el Regne Unit i França, per tornar en 1833. Durant la minoria d'edat d'Isabel II, va ser Ministre d'Hisenda sota la presidència de Calatrava en 1836 durant un sol dia, en moments especialment convulsos. Després va ser elegit diputat i va presidir les Corts Generals de 1836 a 1837.
Vinculat a Baldomero Espartero i al Partit Progressista, es va veure desplaçat de la primera línia política fins que aquest va assumir la Regència. Va ser nomenat de nou Ministre d'Hisenda, Ministre d'Estat interí i President del Consell de Ministres (1840-1841). Amb la sortida d'Espartero en 1843, va ser nomenat senador vitalici, cambra que va presidir. Llavors amb prou feines va participar en l'activitat política, llevat en algunes missions diplomàtiques i de relacions comercials internacionals.